# Festuca chasii
Festuca chasii là một loài thực vật có hoa trong họ Hòa thảo. Loài này được Kerguélen & Plonka mô tả khoa học đầu tiên năm 1993.